# The Tragedy of Bear Mountain
The Tragedy of Bear Mountain è un cortometraggio muto del 1915 prodotto dalla Kalem. Il nome del regista non viene riportato nei credit del film.

## Produzione
Il film fu prodotto dalla Kalem Company.

## Distribuzione
Distribuito dalla General Film Company, il film - un cortometraggio in due bobine- uscì nelle sale cinematografiche USA il 25 gennaio 1915.